# جنویو
جنویو (فرانسوی: Geneviève‎؛ حدود ۴۱۹–۴۲۲ – ۵۰۲–۵۱۲ (سن ۷۹–۹۳)) قدیس مسیحی اهل فرانسه بود و یکی از دو قدیس حامی شهر پاریس در کلیسای کاتولیک و کلیسای ارتدکس شرقی محسوب می‌شود. روز تقدیس از وی در تقویم قدیسین ۳ ژانویه است.